# Aino Aalto
Pour les articles homonymes, voir Aalto.
Aino Maria Marsio (née Mandelin — à partir de 1906 sa famille se fait appeler Marsiole) nait le 25 janvier 1894 à Helsinki en Finlande. Elle décède le 13 janvier 1949 à Helsinki à l’âge de 54 ans.Elle est architecte et designer finlandaise. Elle épouse Alvar Aalto en 1924 et prend le nom de famille de son mari et se nomme alors Aino Aalto. Elle travaillera souvent aux côtés de son mari et réalisera plusieurs designs avec lui. Elle est connue pour avoir co-fondé Artek, une entreprise de design encore active aujourd'hui.

## Biographie

### Enfance
Aino Maria Marsio (deviendra ensuite Aino Aalto) naît le 25 janvier 1894 à Helsinki dans une famille progressiste de la classe ouvrière. Son père, Juho Alfred Marsio, travaillait pour la Compagnie Nationale des Chemins de Fer et était cofondateur de l'association “Työväen-osakeyhtiö Alku”. Sa mère, Johanna Lovisa Marsio (née Näsman), venait d’une bonne famille qui avait fait succès dans le business.
Aino avait 2 frères et 7 sœurs. Comme toutes ses sœurs, elle apprend la musique avec le piano mais touche aussi à d’autres formes d’art dès son plus jeune âge comme la peinture ou encore le dessin. Elle crée même un portfolio regroupant des portraits et des esquisses de paysages et de bâtiments.

### Éducation
A l’école, Aino Maria Marsio se démarque dans les cours de physique et de dessin. Elle reçoit son diplôme de secondaire de l'École pour filles de Helsinki en 1913 et s’engage dans le syndicat étudiant de Tavastia le 15 mai 1913 à l'Université Impériale Alexander à Helsinki.
Aino Marsio entame en 1913 des études d'architecture à l'école supérieure Aalto d'art, de design et d'architecture d'Helsinki, d'où elle est diplômée en 1920,. Lors de ses études, elle a l'opportunité de toucher à différents domaines de l'artisanat tels que la maçonnerie et la charpenterie, ce qui développera son intérêt pour le mobilier et le design d'intérieur 
En 1922, elle reçoit le premier prix de la Société Finlandaise d'Artisanat et de Design pour un ensemble de meubles qu'elle a conçu. C'est aussi lors de ses études supérieures qu'Aino rencontre son futur mari, l'architecte Alvar Aalto qu'elle épouse en 1924.
Pour sa thèse, elle choisit comme sujet l’école d’infirmerie (state nursery school). Il n’y a plus aucune trace de ce travail à ce jour car il a disparu lors du bombardement d’Helsinki de la Guerre de Continuation en février 1944.

## Carrière

### Début de carrière
Aino Aalto commence sa carrière en travaillant pour l'architecte Oiva Kallio à Helsinki.
Elle se rend ensuite à Jyväskylä, où elle travaille pour Gunnar Wahlroos avant de rejoindre le bureau d'architecture de son mari en 1924. La même année, les jeunes époux Aalto passent leur lune de miel au nord de l'Italie. À l'époque, il était commun  pour les jeunes architectes scandinaves de visiter l'Italie afin d'y étudier l'architecture vernaculaire (ce qui a influencé la génération classique nordique dont font partie les Aalto).

### Collaboration avec Alvar Aalto

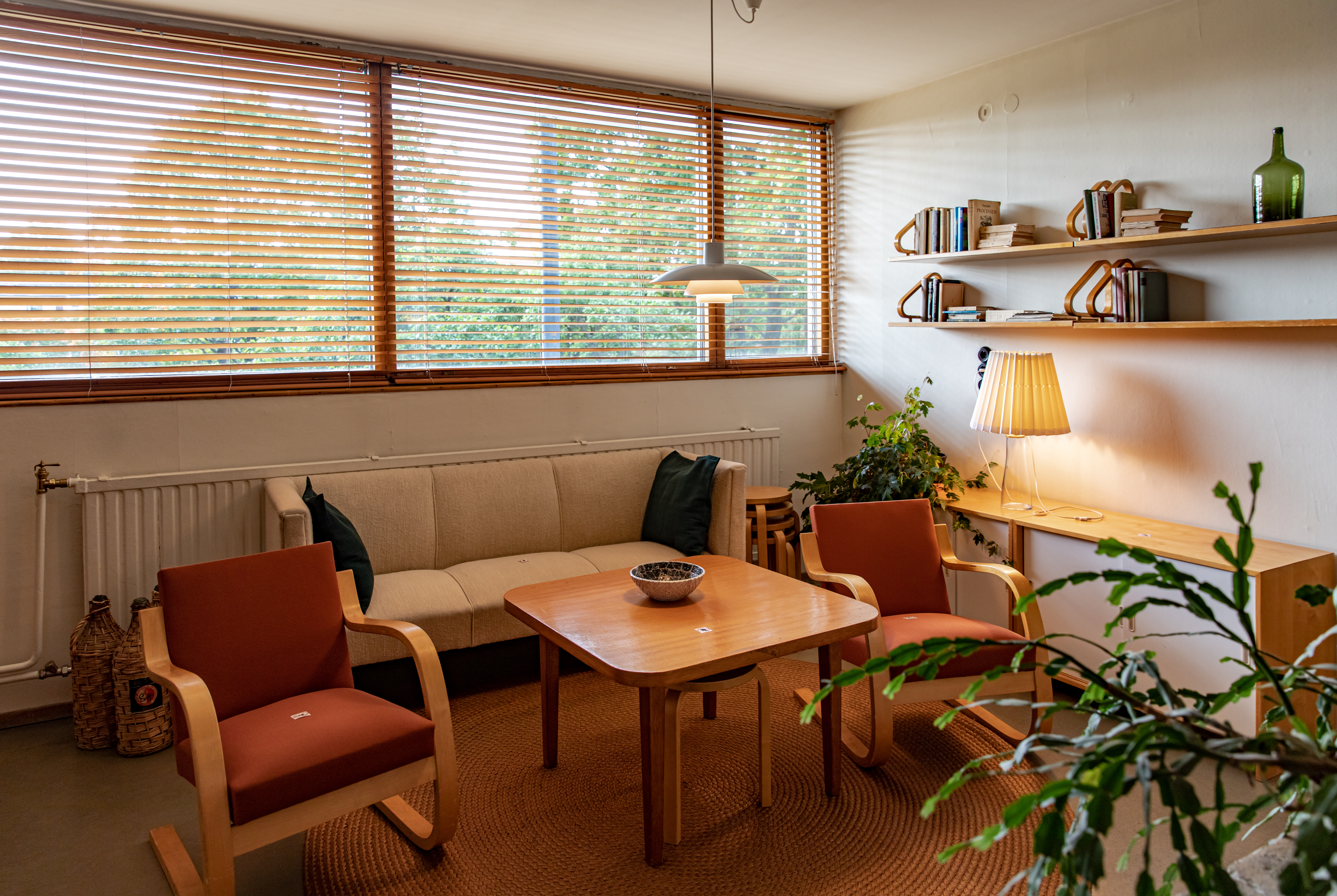
Intérieur de la Villa Aalto

En 1927, les Aalto déplacent leur cabinet d'architecte à Turku  et collaborent avec l'architecte Erik Bryggman. En 1933, ils déménagent à Helsinki. Aino Aalto et son mari construisent la "Villa Aalto", une maison-agence à Munkkiniemi dans la banlieue d'Helsinki.
Pendant les premières années de leur mariage, alors qu'ils conçoivent la presque totalité de leurs projets ensemble, Aino Aalto et Alvar Aalto se présentent à différents concours d'architecture avec des candidatures distinctes.
Au milieu des années 1920, les Aalto étaient devenus les premiers architectes finlandais à adopter le style architectural épuré du fonctionnalisme, un style en provenance d'Europe centrale. C'est d'ailleurs avec ce style fonctionnaliste qu'Aino Aalto présente son projet pour le concours du pavillon finlandais de l'exposition 1939 de New York (concours remporté par Alvar Aalto).
En 1932 le couple Aalto fait face à des difficultés financières jusqu’à ce qu’ils rencontrent un groupe d’entrepreneurs britanniques (Philip Morton Shand, R.W. Potter et Geoffrey M. Boumphrey) ayant fondé, Finmar Lt, une société visant à vendre du mobilier finlandais à Londres. Ceux-ci organisent une exposition du mobilier des Aalto à Londres, ce qui relancera la demande pour leurs meubles.

### Artek

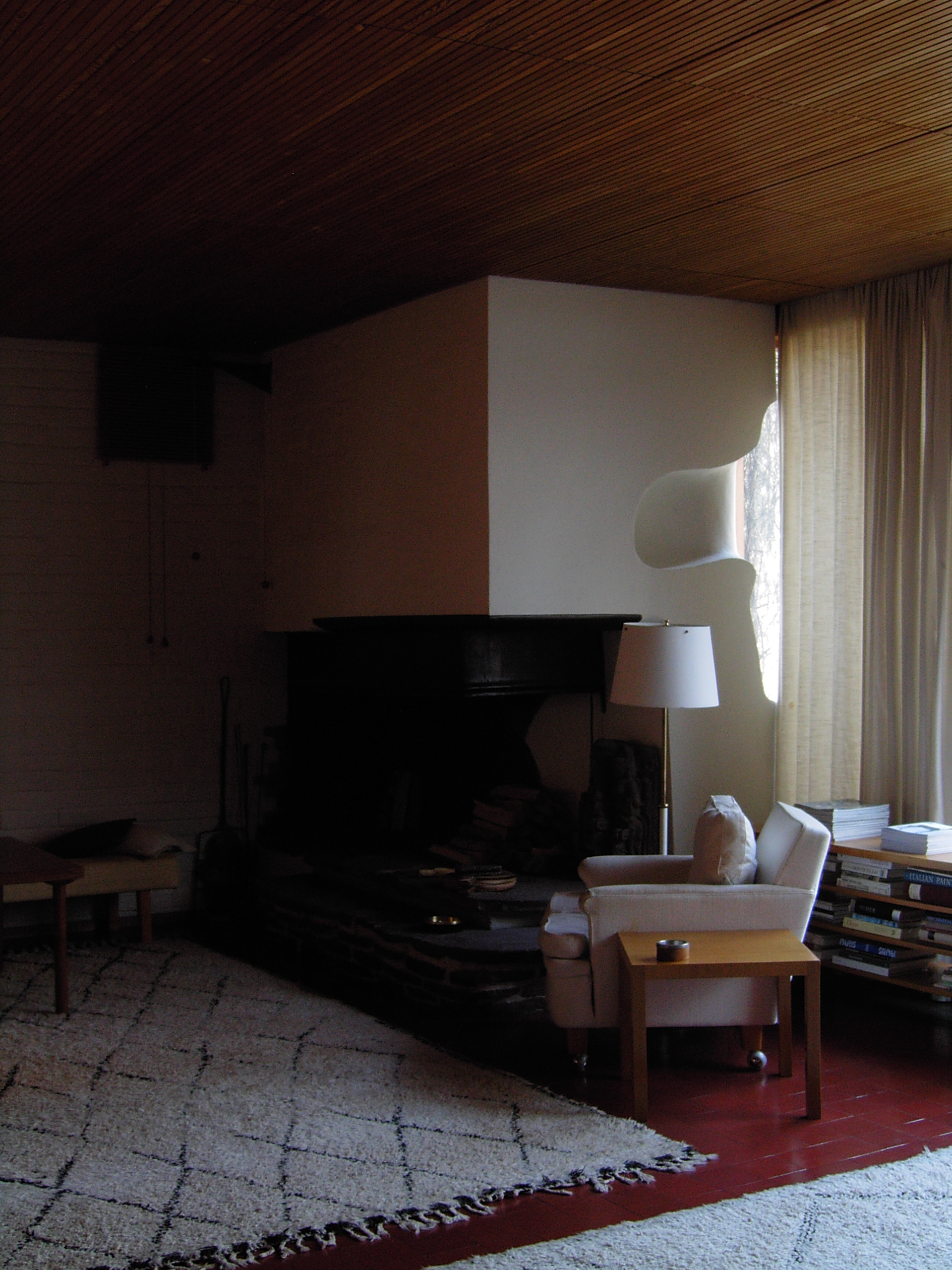
Villa Mairea (Noormarkku)

En 1935, Aino Aalto co-fonde aux côtés d'Alvar Aalto, de Maire Gullichsen (la commanditaire de la villa Mairea) et de Nils-Gustav Hahl (fi) l'entreprise de design Artek connue pour ses luminaires et meubles conçus par les Aalto,. L'aspiration de ces quatre designers était de concevoir des meubles pratiques et fonctionnels pour la vie quotidienne tout en ajoutant une touche d’art moderne dans leurs réalisations. Madame Aalto y occupa le poste de directrice du design ainsi que celui de directrice administrative en 1941. Alors qu'elle occupe ce dernier poste, repris à la suite du décès de Nils-Gustav Hahl (ancien directeur et collègue des Aalto), l’entreprise regagne la popularité qu'elle avait perdu pendant la guerre de Continuation dans les années 40. Aino Aalto a un grand impact sur l’esthétique de la marque entre autres par son travail dans la division de design intérieur de la boîte. Pas moins de 80 projets sont réalisés sous sa direction, dont la Villa Mairea, une résidence secondaire du couple Gullichsen.
Selon la directrice générale d’Artek en 2018, Marianne Goebl, Artek aurait été, pour Aino, l'un de ses plus grands accomplissements au cours de sa carrière: «Elle a fait le lien entre des choses sensées être opposées: l’art et la technologie, le moderne et le vernaculaire, les espaces publics et privés.» Aino avait la vision esthétique pour l’entreprise Artek. Elle était la principale chargée des commandes de design d’intérieur. Son style se résumait à l’utilisation de matériaux authentiques, un design clair, un esprit pratique tout en ajoutant une touche d’art moderne.

## Style et inspirations

### Inspiration antique
À la suite de sa lune de miel en Italie en 1924, l’architecture antique qu'Aino Aalto découvre là-bas la marquera et influencera ses designs. Dans son mobilier on retrouve alors des formes inspirées de l’Antiquité classique comme des piètements évasés rappelant ceux des klismos.

### Modernisme
Aino Aalto développe ensuite une approche socialiste lors de sa conception de projets. En effet, vers la fin des années 1920, l'architecte décide de se concentrer sur les préoccupations des penseurs de l’après-guerre, c'est-à-dire d'établir la paix et une certaine stabilité en Europe. À la suite des années de guerres, l'un des problèmes majeurs du continent européen est le manque de logements pour la classe ouvrière. Ce problème guidera l'approche architectural de Madame Aalto et avait d'ailleurs fait le thème du congrès du CIAM de Francfort en 1929 sous le titre: «Die Wohnung für das Existenzminimum».
La designer finlandaise, comme beaucoup d'autres architectes et designers de son époque, opte pour des designs modernistes. Elle crée des objets et/ou des décors qui se basent sur la simplicité tout en gardant conscience de l’environnement social qui les entoure.
En 1929, lors de la conception du projet de “l’immeuble standard” menée aux côtés d'Erik Bryggman, le mobilier du couple Aalto commence à se simplifier et se standardiser. Certains meubles sont même pensés de façon à s’empiler afin de se ranger plus facilement. Aino se concentre sur le côté fonctionnel de ses designs avant leur esthétique et utilise des matériaux industriels comme le métal qu’elle mixe avec des matériaux plus nobles comme le bois. Cette philosophie de création confirme sa place dans le mouvement Moderniste.
Cependant, Aino Aalto s’intéresse beaucoup à l’aspect social du design, ce qui est souvent une lacune du style Moderniste. Ses designs sont épurés mais elle tend vers une approche plus humanisante en prenant en compte les besoins des utilisateurs. Avec le temps, Aino Aalto évolue donc vers un style plus organique et personnel et s’éloigne de la standardisation du Modernisme.

### Minimalisme Scandinave
Dans les années 1930, son style s’apparente plutôt au Minimalisme Scandinave. Elle et son mari se tournent vers des matériaux traditionnels de leur région et perfectionnent la technique de cintrage du bois contreplaqué afin de créer des courbes. En 1932, le couple brevète même le “pied Aalto” réalisé grâce à cette technique.

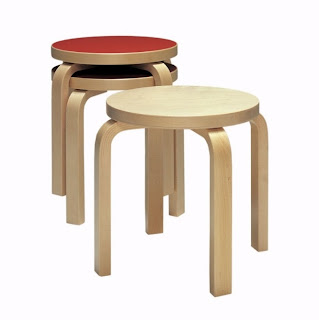
Tabouret avec "pied en L" par Aino et Alvar Aalto

## Réalisations
Aino a réalisé une multitude de projets au cours de sa vie. Étant à la fois designer et architecte, elle réalise autant des objets du quotidien que des espaces intérieurs. Elle réalise aussi quelques projets d'architecture d'intérieur en collaboration avec son mari.

### Design d'objets

#### Réalisations personnelles

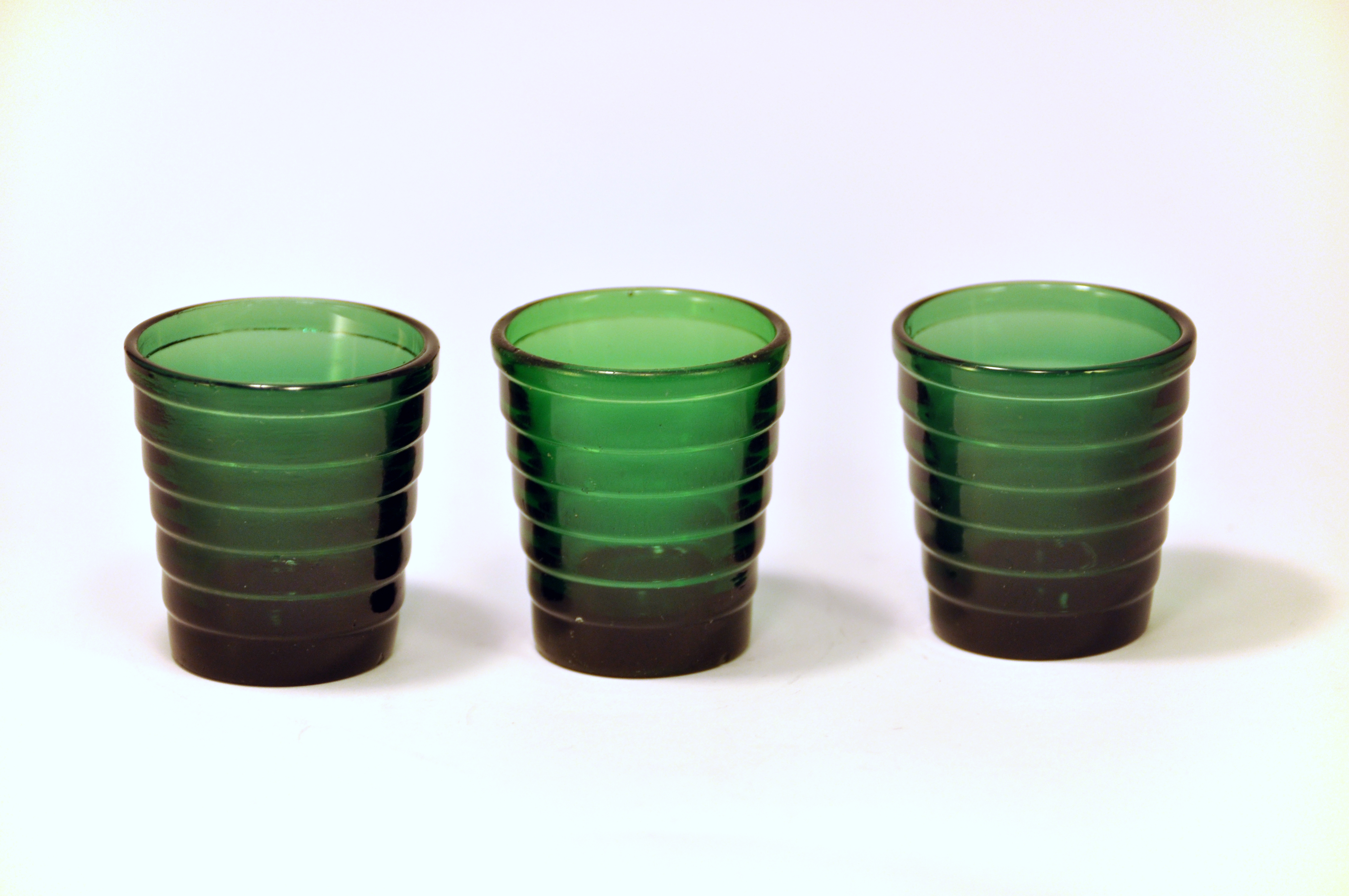
Verres de la collection Bölgeblick

Aino Aalto dessine beaucoup de verrerie pour l'entreprise Littala.
- 1932: Gamme de verrerie "Bölgeblick".
- 1936: "Wooden trays with glass dishes" pour Littala.
- 1936: "Suspension réglable en métal avec anneau en laiton perforé" pour la Villa Mairea.
- 1938: "Writing desk 500".
- 1938-39: "Sunbed".
- 1939: "Chaise de salle à manger modèle n°615"[8].

#### Réalisations en collaboration avecAlvar Aalto
- 1930: "Table 96" pour Artek.
- 1932: "Cantilevered Armchair 26" pour le Sanatorium de Paimio.
- 1936: "Vase Savoie" pour Artek.
- 1938: "Roll-front Cabinet n°430" pour Artek.
- 1938-39: "Sunflower Garden Table" pour Artek[8].

### Décoration d'intérieur
- 1938-39: Villa Mairea (Noormarkku).
- 1937: Restaurant Savoy (Heksinki).
- 1929-1933: Sanatorium de Paimio (Paimio)[4].Restaurant Savoy (Helsinki)Sanatorium Paimio (Paimio)

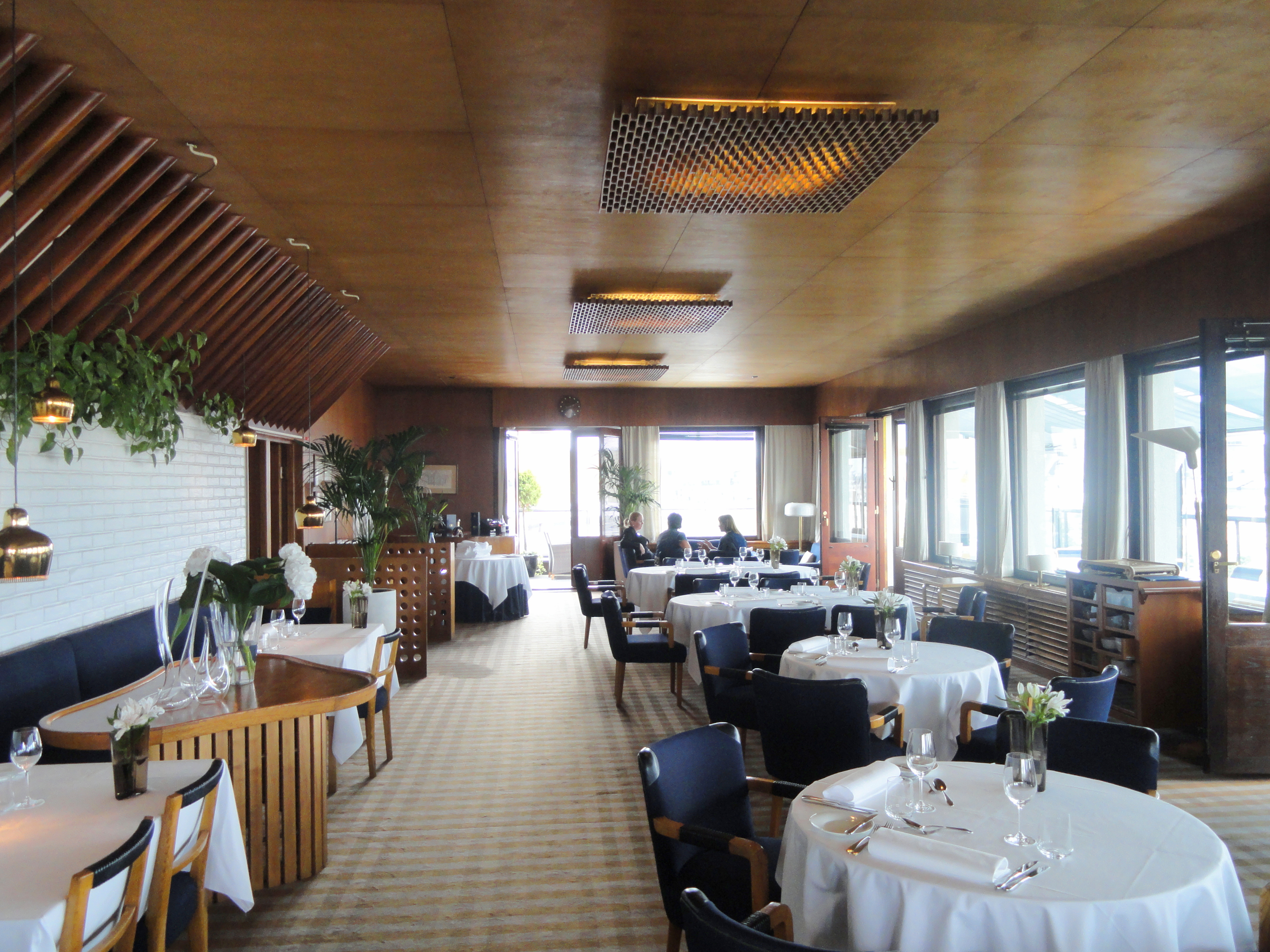
Restaurant Savoy (Helsinki)

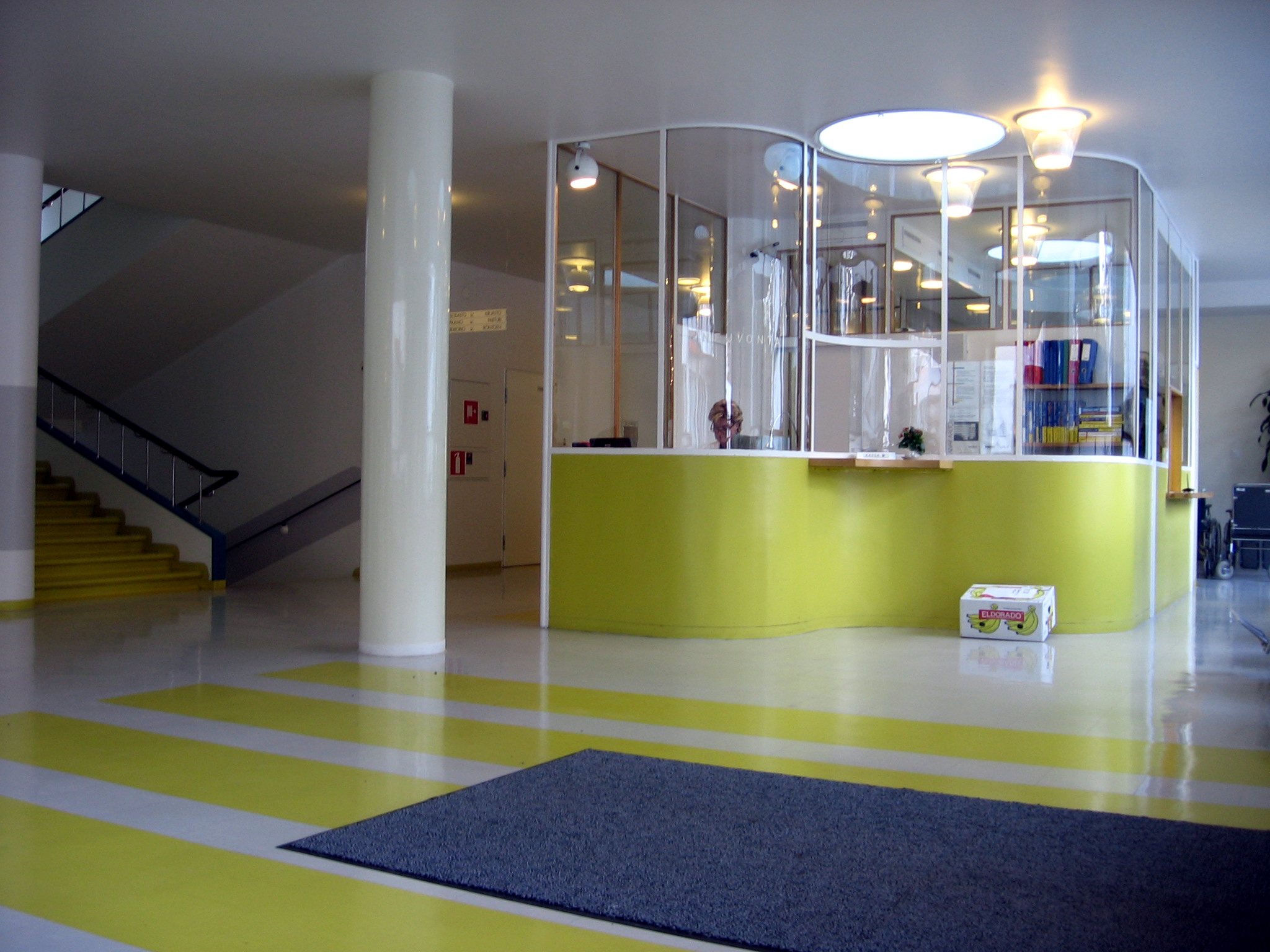
Sanatorium Paimio (Paimio)